# 王彬
王 彬（おう ひん、278年 - 336年）は、中国の晋の官僚・政治家。字は世儒。本貫は琅邪郡臨沂県。王羲之の叔父。

## 経歴
尚書郎の王正の子として生まれた。若くして模範的なことで知られ、弱冠にして州郡の召命に応じなかった。光禄大夫の傅祗に召し出されて、その下で掾をつとめた。後に兄の王廙とともに長江を南へ渡り、揚州刺史の劉機の下で建武長史となった。琅邪王司馬睿に召されて鎮東賊曹参軍となり、典兵参軍に転じた。華軼に対する討伐に参加して、功績により都亭侯に封じられた。愍帝により尚書郎として召命があったが、交通が断絶していることを理由に応じなかった。建安郡太守に任じられ、義興内史に転じたが、赴任しないうちに、軍諮祭酒に転じた。
東晋が建てられると、王彬は侍中に任じられた。永昌元年（322年）、従兄の王敦が武昌で挙兵して石頭城を占領すると、元帝（司馬睿）は王彬に命じて使者とし、王敦を懐柔させようとした。ときに王彬の友人の周顗が殺害されたため、王彬は友のために慟哭し、泣き腫らした顔で王敦と面会した。王彬は王敦を厳しく非難し、王敦の怒りも恐れなかった。太寧元年（323年）、王敦が兵を建康に向けようとすると、王彬はまた強く諫めた。王敦は目の色を変えて王彬を収監しようとしたため、王彬は従兄の王棱が王敦に殺害されたことを持ち出して罵った。王敦はこれを我慢して、王彬を豫章郡太守に任じた。11月、前将軍・江州刺史に転じた。
太寧2年（324年）、王敦が死去すると、王含は王舒に投降しようとしたが、王含の子の王應は王彬に投降することを勧めた。しかし王含は聞き入れず、父子ともに王舒に降って、長江に沈められた。王彬は王應がやって来ると聞いて、ひそかに船を出して待っていたが、来なかったのでしきりに残念がった。
王敦の乱が鎮圧されると、王彬は王敦の肉親として罪に連座し、官爵をひとたび剥奪されたが、王導の近親であるとして赦された。建康に召還されて、光禄勲に任じられ、度支尚書に転じた。蘇峻の乱が鎮圧されると、王彬は将作大匠となって、新宮の改築を取り仕切った。造営の勲功により、関内侯の爵位を受け、尚書右僕射に転じた。咸康2年（336年）2月、在官のまま死去した。享年は59。特進・衛将軍の位を追贈され、散騎常侍の位を加えられた。諡は粛といった。

## 妻子

### 妻
- 夏金虎（後妻）

### 男子
- 王彭之（長子、後嗣、字は安寿、黄門郎に上った）
- 王彪之（字は叔虎）
- 王興之（310年 - 340年、字は稚陋、征西行参軍）
- 王仚之（字は少及、衛軍参軍）

### 女子
- 王丹虎（302年 - 359年、長女）
- 王翁愛（丁引にとついだ）
- 王隆愛（馮循にとついだ）

## 伝記資料
- 『晋書』巻76 列伝第46
- 晋故衛将軍左僕射粛侯琅邪臨沂王彬継室夫人夏金虎墓誌（夏金虎墓誌）
- 王興之墓誌
- 王仚之墓誌
- 晋故散騎常侍特進衛将軍尚書左僕射都亭粛侯琅邪臨沂王彬之長女字丹虎墓誌（王丹虎墓誌）